# Classic BRIT Awards
Pour les articles homonymes, voir Brit (homonymie).
Les Classic BRIT Awards (auparavant Classical BRIT Awards) sont une cérémonie annuelle de remise des prix qui a eu lieu au Royaume-Uni concernant la musique classique et crossover, et sont l'équivalent des Brit Awards de la musique pop.
Les prix sont organisés par le British Phonographic Industry (BPI) et ont été inaugurés en 2000 « en reconnaissance des réalisations des musiciens classiques et la croissance des ventes de musique classique au Royaume-Uni ». La cérémonie a lieu dans le Royal Albert Hall chaque mois de mai.
L'événement combine des spectacles avec des prix spécialement commandés présentés tout au long de la soirée.
Le vote pour les prix est fait par « une académie de cadres de l'industrie, de représentants des médias, le British Association of Record Dealers (BARD), des membres de l'Union des musiciens, des juristes, des promoteurs et des chefs d'orchestre », à l'exception de l'Album de l'Année qui est désigné par les auditeurs de Classic FM.
Depuis 2011, la cérémonie est connue sous le nom de Classic BRIT Awards.

## Lauréats

### 2000
Vendredi 6 mai 2000. Présenté par Sir Trevor McDonald (en).
- British Artist of the Year – Charlotte Church
- Female Artist of the Year – Martha Argerich
- Male Artist of the Year – Bryn Terfel
- Critics' Award – Ian Bostridge
- Album of the Year – Andrea Bocelli – Sacred Arias
- Best selling classical album – Andrea Bocelli – Sacred Arias
- Ensemble/Orchestral Album of the Year – Chœur du King's College (Cambridge) – Les Vêpres de Sergueï Rachmaninov
- Young British Classical Performer – Daniel Harding
- Outstanding Contribution to Music – Nigel Kennedy

### 2001
Jeudi 31 mai 2001. Présenté par Katie Derham (en).
- Female Artist of the Year – Angela Gheorghiu
- Male Artist of the Year – Nigel Kennedy
- Album of the Year – Russell Watson – The Voice
- Ensemble/Orchestral Album of the Year – Sir Simon Rattle et Orchestre philharmonique de Berlin –  Symphonie nº 10 de Mahler
- Young British Classical Performer – Freddy Kempf
- Critics' Award – Sir Simon Rattle and Berliner Philarmoniker – Mahler, 10th Symphony
- Best-selling Debut Album – Russell Watson – The Voice
- Outstanding Contribution to Music – Sir Simon Rattle

### 2002
Mercredi 23 mai 2002.
- Female Artist of the Year – Cecilia Bartoli
- Male Artist of the Year – Sir Colin Davis
- Album of the Year – Russell Watson – Encore
- Ensemble/Orchestral Album of the Year – Richard Hickox and London Symphony Orchestra – Vaughan Williams, A London Symphony
- Contemporary Music Award – Tan Dun – Tigre et Dragon
- Young British Classical Performer – Guy Johnston (en)
- Critics' Award – Sir Colin Davis and London Symphony Orchestra – Berlioz, Les Troyens
- Biggest-selling Classical Album – Russell Watson – Encore
- Outstanding Contribution to Music – Andrea Bocelli

### 2003
Jeudi 22 mai 2003. Présenté par Katie Derham (en).
- Female Artist of the Year – Renée Fleming
- Male Artist of the Year – Sir Simon Rattle
- Album of the Year – Andrea Bocelli – Sentimento
- Best selling classical album – Andrea Bocelli – Sentimento
- Ensemble/Orchestral Album of the Year – Orchestre philharmonique de Berlin and Sir Simon Rattle – Mahler, Symphonie nº 5
- Contemporary Music Award – Arvo Pärt – Orient & Occident
- Young British Classical Performer – Chloë Hanslip (en)
- Critics' Award – Murray Perahia – Chopin, Études Opus 10, Opus 25
- Outstanding Contribution to Music – Cecilia Bartoli

### 2004
Mercredi 26 mai 2004. Présenté par Katie Derham (en).
- Female Artist of the Year – Cecilia Bartoli
- Male Artist of the Year – Bryn Terfel
- Album of the Year – Bryn Terfel – Bryn
- Ensemble/Orchestral Album of the Year – Sir Simon Rattle and Vienna Philharmonic – Beethoven Symphonies
- Contemporary Music Award – Philip Glass – The Hours
- Young British Classical Performer – Daniel Hope
- Critics' Award – Vengerov, Rostropovich and London Symphony Orchestra – Britten/Walton Concertos
- Outstanding Contribution to Music – Renée Fleming

### 2005
Mercredi 25 mai 2005. Présenté par Lesley Garrett.
- Female Artist of the Year – Marin Alsop
- Male Artist of the Year – Bryn Terfel
- Album of the Year – Katherine Jenkins – Second Nature
- Ensemble/Orchestral Album of the Year – Harry Christophers and The Sixteen – Renaissance
- Contemporary Music Award – John Adams – On the Transmigration of Souls
- Soundtrack Composer Award – John Williams – Harry Potter and the Prisoner of Azkaban and The Terminal
- Young British Classical Performer – Natalie Clein
- Critics' Award – Stephen Hough – Rachmaninov Piano Concertos
- Outstanding Contribution to Music – James Galway

### 2006
Jeudi 4 mai 2006. Présenté par Michael Parkinson.
- Singer of the Year – Andreas Scholl – Arias for Senesino
- Instrumentalist of the Year – Leif Ove Andsnes – Rachmaninov, Concerto pour piano nos 1 et 2
- Album of the Year – Katherine Jenkins – Living A Dream
- Ensemble/Orchestral Album of the Year – Quatuor Takács – Beethoven, Les derniers quatuors à cordes
- Contemporary Music Award – James McMillan – Symphony no 3, Silence
- Soundtrack/Musical Theatre Composer Award – Dario Marianelli – Pride & Prejudice
- Young British Classical Performer – Alison Balsom
- Critics' Award – Royal Opera House Chorus and Orchestra, Plácido Domingo, Antonio Pappano – Tristan und Isolde
- Lifetime Achievement – Plácido Domingo

### 2007
Jeudi 3 mai 2007. Présenté par Fern Britton (en).
- Singer of the Year – Anna Netrebko – Russian Album & Violetta
- Instrumentalist of the Year – Leif Ove Andsnes – Horizons
- Album of the Year – Paul McCartney – Ecce Cor Meum
- Contemporary Composer of the Year – John Adams – The Dharma at Big Sur/My Father Knew Charles Ives
- Classical Recording of the Year – Berliner Philharmoniker and Sir Simon Rattle – Holst, The Planets
- Soundtrack Composer of the Year – George Fenton – Planet Earth
- Young British Classical Performer – Ruth Palmer (en)
- Critics' Award – Freiburger Barockorchester, RIAS Kammerchor, René Jacobs – Mozart, La Clemenza di Tito
- Lifetime Achievement – Vernon Handley

### 2008
Jeudi 8 mai 2008. Présenté par Myleene Klass.
- Male of the Year – Sir Colin Davis
- Female of the Year – Anna Netrebko
- Young British Classical Performer – Nicola Benedetti
- Album of the Year – Blake – Blake
- Soundtrack of the Year – Blood Diamond – James Newton Howard
- Critics' Award – Steven Isserlis – Bach: Cello Suites
- Outstanding Contribution — Andrew Lloyd Webber

### 2009
Jeudi 14 mai 2009. Présenté par Myleene Klass.
- Male of the Year – Gustavo Dudamel
- Female of the Year – Alison Balsom
- Composer of the Year – Howard Goodall
- Young British Classical Performer – Alina Ibragimova
- Album of the Year – Royal Scots Dragoon Guards Spirit of the Glen–Journey
- Soundtrack of the Year – The Dark Knight – Hans Zimmer and James Newton Howard
- Critics' Award – Sir Charles Mackerras/Scottish Chamber Orchestra – Mozart Symphonies nos. 38–41
- Lifetime Achievement in Music – José Carreras

### 2010
Jeudi 13 mai 2010. Présenté par Myleene Klass.
- Male Artist of the Year – Vasily Petrenko
- Female Artist of the Year – Angela Gheorghiu
- Composer of the Year – Thomas Ades – The Tempest (opera)
- Young British Classical Performer or Group of the Year – Jack Liebeck
- Album of the Year – Only Men Aloud! – Band of Brothers
- Soundtrack of the Year – Revolutionary Road – Thomas Newman
- Critics' Award – Orchestra e Coro dell'Accademia Nazionale di Santa Cecilia, conduit par Antonio Pappano avec Rolando Villazón, Anja Harteros, Sonja Ganassi et René Pape – Messa da Requiem
- Lifetime Achievement in Music – Kiri Te Kanawa

### 2011
Jeudi 12 mai 2011. Présenté par Myleene Klass.
- Male Artist of the Year – Antonio Pappano
- Female Artist of the Year – Alison Balsom
- Newcomer Award – Vilde Frang
- Composer of the Year – Arvo Pärt
- Critics' Award – Tasmin Little (en)
- Artist of the Decade – Il Divo
- Album of the Year – André Rieu & Johann Strauss Orchestra (Decca) – Moonlight Serenade
- Outstanding Contribution to Music – John Barry

### 2012
Mardi 2 octobre 2012. Présenté par Myleene Klass.
- International Artist of the Year – Andrea Bocelli
- Lifetime Achievement Award – John Williams
- Special Recognition Award – Classic FM (UK)
- Female Artist of the Year – Nicola Benedetti
- Male Artist of the Year – Vasily Petrenko
- Breakthrough Artist of the Year – Miloš Karadaglić
- Composer of the Year – John Williams
- Critics Award – Benjamin Grosvenor
- Album of the Year – And the Waltz Goes On
- Single of the Year – "Wherever You Are"

### 2013
Présenté par Myleene Klass.
- International Artist of the Year – Lang Lang
- Lifetime Achievement Award – Luciano Pavarotti (posthumous)
- Female Artist of the Year – Nicola Benedetti
- Male Artist of the Year – Daniel Barenboim
- Breakthrough Artist of the Year – Amy Dickson
- Composer of the Year – Hans Zimmer
- Critics Award – Jonas Kaufmann
- Album of the Year – André Rieu, Magic of the Movies
- Outstanding Contribution to Music; Hans Zimmer